# Ракурс (организация)
«Ракурс» — общественная организация социально-психологической и правовой помощи лесбиянкам, геям, бисексуалам и трансгендерным людям (ЛГБТ-организация). Действует в городе Архангельске. Основана 4 октября 2007 года, первоначально была зарегистрирована в Минюсте как феминистическая организация. В 2010 году после ряда судебных разбирательств перерегистрирована как ЛГБТ-организация. Входит в Российскую ЛГБТ-сеть. Председателем правления АРОО «Ракурс» с 2007 года является Татьяна Винниченко.

## Цели организации
1. Защита человеческого достоинства, прав и законных интересов граждан, подвергающихся дискриминации в связи со своей сексуальной ориентацией и гендерной идентичностью — лесбиянок, геев, бисексуалов и трансгендеров (далее — ЛГБТ-сообщество);
2. социально-психологическая и культурная поддержка и адаптация ЛГБТ-сообщества;
3. содействие соблюдению прав человека в сфере гендерных отношений, достижения гендерного равенства в обществе.[1]

## Статус иностранного агента
В декабре 2014 года за иностранное финансирование и участие в политической жизни суд признал организацию «иностранным агентом» и постановил зарегистрировать её в реестре Министерства юстиции РФ.

## Деятельность организации
Организация проводит различные мероприятия — семинары, кинопоказы, лекции, дискуссии, музыкальные концерты и творческие вечера, выезды на природу, тренинги для волонтеров и гражданских активистов, лекции для психологов, публичный мероприятия.
14 февраля 2010 года АРОО «Ракурс» решила внести изменения в свой Устав, официально обозначив в нём защиту интересов ЛГБТ. Однако после подачи документов о перерегистрации в Управление Министерства юстиции Российской Федерации по Архангельской области и Ненецкому автономному округу 31 мая был получен отказ.
С 5 по 11 апреля 2010 года в Архангельске прошла Неделя против гомофобии.
7 по 11 июля 2010 года в Архангельске при поддержке АРОО «Ракурс» должен был состояться региональный кинопоказ ЛГБТ-кинофестиваля «Бок о Бок». Однако из-за противодействия религиозных и националистических групп, оказавших давление на местные власти, его пришлось провести в «закрытом режиме».
АРОО «Ракурс» обратился в суд, однако 22 сентября Октябрьский районный суд Архангельска поддержал решение Управления Минюста.
8 ноября совместно с Российской ЛГБТ-сетью, Московской Хельсинкской Группой «Ракурс» провел семинар «Дискриминация сексуальных меньшинств и Права человека». Участие в семинаре приняли представители движения «Солидарность», журналисты региональных изданий, психологи, ученые, юристы, правозащитники, ЛГБТ-активисты и другие. Важным достижением семинара стало решение участников создать коалицию правозащитных сил в регионе.
1 ноября 2010 года Архангельский областной суд вынес решение в пользу «Ракурса», отменив постановление предыдущей инстанции и обязав Минюст внести изменения в Устав и название организации.
В конце января «Ракурс» заключил соглашение с московской ЛГБТ-группой о совместной работе над проведением ежегодного лесбийского лагеря на Селигере.
В апреле в рамках общероссийской Недели против гомофобии «Ракурс» провёл в Архангельском университете семинар, посвященный проблематики гомофобии. Этот случай вызвал в области скандал, повлёкший за собой предупреждение от прокуратуры, которая обвинила преподавателей в превышении полномочий.
В конце сентября 2011 года планировались показы совместно с кинофестивалем «Бок о Бок».
В сентябре законодательное собрание Архангельской области приняло поправки в административный кодекс области, запрещающие «пропаганду гомосексуализма». По словам инициаторов закона он был направлен против деятельности "Ракурс"а. ЛГБТ-активисты и правозащитники высказали свои протесты в связи с принятием закона и обещали обратиться в суд. На одну из активисток во время одиночного пикета против принятия закона было совершено нападение.